# Potamethus breviuncatus
Potamethus breviuncatus är en ringmaskart som beskrevs av Hartmann-Schröder 1977. Potamethus breviuncatus ingår i släktet Potamethus och familjen Sabellidae. Inga underarter finns listade.